# Metakimula botosaneanui
 (octobre 2021).
Genre
Espèce
Synonymes
- Kimula botosaneanui Avram, 1973

Metakimula botosaneanui, unique représentant du genre Metakimula, est une espèce d'opilions laniatores de la famille des Kimulidae.

## Distribution
Cette espèce est endémique de la province de Granma à Cuba. Elle se rencontre à Niquero dans la grotte Cueva del Fustete.

## Description
Le mâle holotype mesure 5,2 mm et la femelle paratype 4,35 mm.

## Systématique et taxinomie
Cette espèce a été décrite sous le protonyme Kimula botosaneanui par Avram en 1973. Elle est placée dans le genre Metakimula par Kury en 2003.

## Étymologie
Cette espèce est nommée en l'honneur de Lazăr Botoșăneanu.

## Publication originale
- Avram, 1973 : « Recherches sur les Opilionides de Cuba. II. Phalangodidae: Kimula (Metakimula) botosaneanui n.sg., n. sp. » Résultats des expéditions biospéologiques cubano-roumaines à Cuba, vol. 1, p. 253–258.